# Laura Dern
Pour les articles homonymes, voir Dern.
Laura Dern /ˈlɔɹə dɛɹn/, née le 10 février 1967 à Los Angeles, est une actrice et productrice américaine.
Elle est l'une des actrices fétiches du cinéaste David Lynch, qui la dirige à quatre reprises dans Blue Velvet (1986), qui marque son premier grand rôle au cinéma, Sailor et Lula (1990), Inland Empire (2006) et Twin Peaks: The Return (2017), troisième saison de la série culte.
Elle est aussi mondialement connue pour son rôle du Dr Ellie Sattler dans Jurassic Park, de Steven Spielberg, sorti en 1993. Elle reprend son rôle à deux reprises, dans Jurassic Park 3 en 2001, puis dans Jurassic World : Le Monde d'après, sorti en 2022.
Depuis 2017, elle tient des seconds rôles remarqués dans Star Wars, épisode VIII : Les Derniers Jedi, de Rian Johnson et la série dramatique Big Little Lies, avec Nicole Kidman et Reese Witherspoon.
Nommée et récompensée dans plusieurs cérémonies au cours de sa carrière, elle remporte notamment l'Oscar de la meilleure actrice dans un second rôle pour le film Marriage Story de Noah Baumbach, en 2020.

## Biographie

### Famille
Née le 10 février 1967 à Los Angeles, en Californie, Laura Elizabeth Dern est la fille de l'acteur Bruce Dern et de l'actrice Diane Ladd, qui a joué avec elle dans cinq films : Les Bootleggers (1973), Sailor et Lula, Rambling Rose (1991), Citizen Ruth (1997) et Daddy and Them de Billy Bob Thornton (2001). En 1992, elles ont été nommées aux Oscars en même temps pour le film Rambling Rose.

### Carrière

#### Révélation au cinéma puis téléfilms (années 1990)
Laura Dern est remarquée à l'âge de dix-neuf ans, en 1986, dans Blue Velvet de David Lynch, aux côtés de Kyle MacLachlan, Isabella Rossellini et Dennis Hopper.
Elle enchaîne avec deux projets plus traditionnels : en 1988, la romance Un été en enfer, de Ivan Passer ; en 1989, le drame historique Les Maîtres de l'ombre, réalisé par Roland Joffé, avec Paul Newman.
En 1990, David Lynch lui confie le premier rôle de Sailor et Lula, face à Nicolas Cage avec qui elle forme un couple fusionnel. L'année suivante, elle confirme en tête d'affiche dans Rambling Rose, de Martha Coolidge, avec Robert Duvall.
En 1991, elle donne la réplique à Robert Loggia pour le téléfilm Le Triomphe de la vérité, de Robert Markowitz.
L'année suivante, elle connaît une exposition médiatique forte : d'abord avec le plus gros succès commercial de sa carrière dans le blockbuster Jurassic Park, de Steven Spielberg. L'actrice y joue le Dr Ellie Satler, une paléo-botaniste passionnée, aux côtés de Sam Neill et Jeff Goldblum. Le long métrage bat le record au box-office détenu par E.T. l'extra-terrestre. Elle tourne ensuite le mélodrame Un monde parfait, de Clint Eastwood, aux côtés de Kevin Costner.
Durant les années suivantes, elle tourne plusieurs téléfilms : en 1995, elle tient l'un des trois rôles principaux du téléfilm politique Down Came a Blackbird, de Jonathan Sanger (en) ; en 1996, elle tient l'un des rôles principaux du téléfilm The Siege at Ruby Ridge, avec Randy Quaid et une jeune Kirsten Dunst ; en 1998, elle partage l'affiche du téléfilm The Baby Dance, de Jane Anderson, avec Stockard Channing ; en 1999, elle tient un second rôle dans le téléfilm de Noël A Season for Miracles, aux côtés de Carla Gugino et David Conrad.
Elle n'apparaît sur le grand écran qu'à deux reprises : en 1996, elle est la tête d'affiche de la satire indépendante Citizen Ruth, d'Alexander Payne et, en 1999, elle tient le premier rôle féminin du mélodrame historique Ciel d'octobre, de Joe Johnston, aux côtés du jeune Jake Gyllenhaal et Chris Cooper.

#### Progression discrète au cinéma (années 2000)

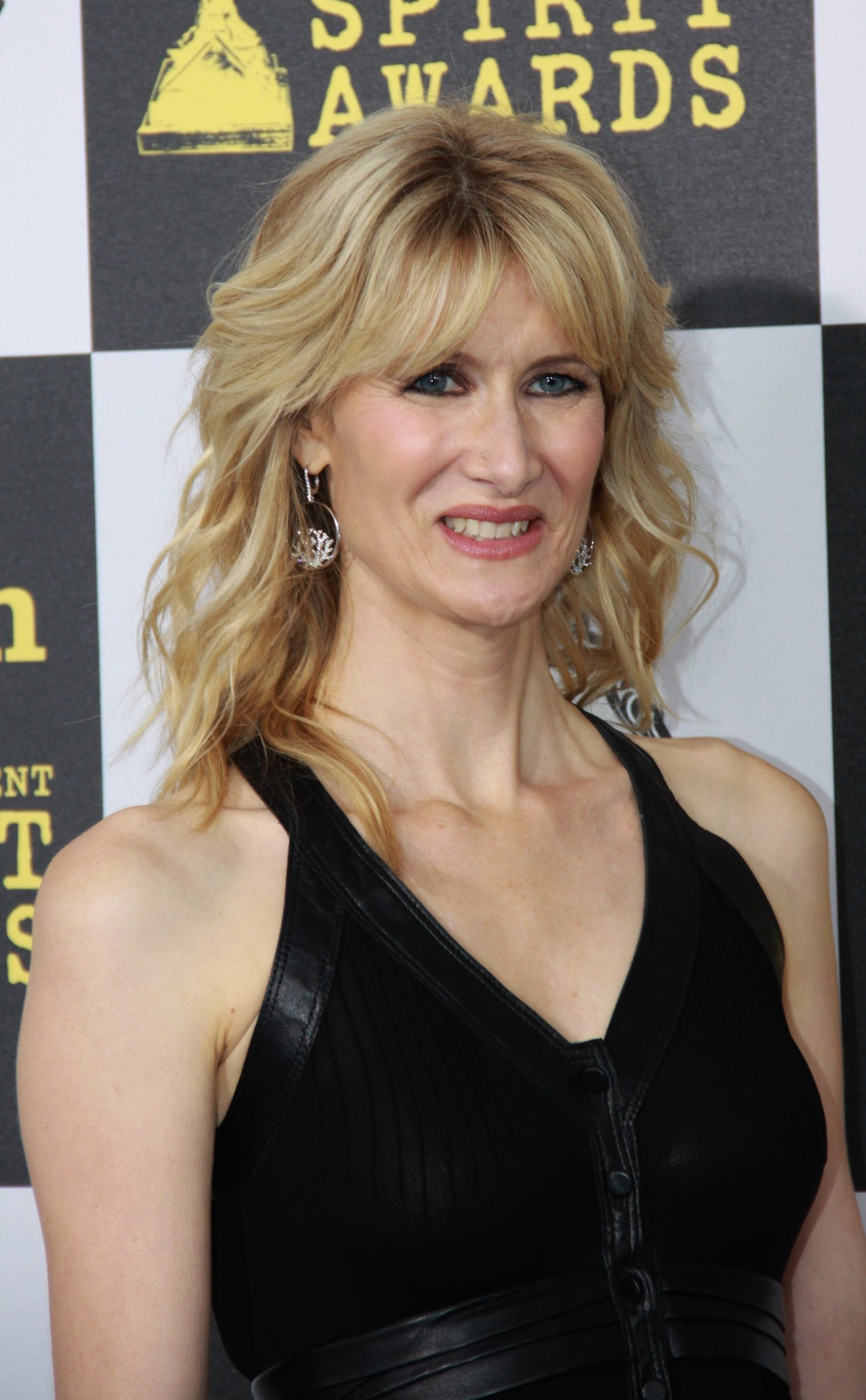
Laura Dern en 2010 à la cérémonie des Spirit Awards.

En 2000, elle fait partie de la distribution féminine réunie par Robert Altman pour la comédie dramatique Docteur T et les Femmes.
L'année 2001 est très chargée : elle tient d'abord le premier rôle de la satire Daddy and Them, écrit et réalisé par Billy Bob Thornton ; puis elle joue dans la comédie Novocaïne, avec Steve Martin et Helena Bonham Carter ; puis elle partage l'affiche du drame Focus avec William H. Macy. Elle revient aussi à la télévision pour La Dernière Chance, avec Ellen Burstyn. Enfin, elle retrouve le rôle du Dr Ellie Sattler pour une courte scène du blockbuster Jurassic Park 3, qui lui permet de retrouver le réalisateur Joe Johnston.
En 2002, elle tient un second rôle dans le mélodrame Sam, je suis Sam, porté par Sean Penn et Michelle Pfeiffer. Elle revient à la télévision pour un épisode de la série télévisée À la Maison-Blanche et le premier rôle du téléfilm Le Prix de la santé, d'Harry Winer.
En 2004, elle partage l'affiche du drame indépendant We Don't Live Here Anymore avec Naomi Watts, Peter Krause et Mark Ruffalo. En 2005, elle fait partie de la distribution du film choral Happy Endings, écrit et réalisé par Don Roos. Elle seconde Julianne Moore et Woody Harrelson pour le biopic The Prize Winner of Defiance, Ohio, écrit et réalisé par Jane Anderson.
L'année 2006 lui permet de retrouver Lynch pour Inland Empire, dans lequel elle tient un double rôle. Elle est aussi dans la distribution du film noir Cœurs perdus, écrit et réalisé par Todd Robinson. Le film a pour têtes d'affiche John Travolta et Salma Hayek.
En 2007, elle donne la réplique à Molly Shannon, tête d'affiche du film indépendant Year of the Dog, écrit et réalisé par Mike White. En 2008, elle est dans la distribution de l'acclamé téléfilm politique Recomptage, de Jay Roach.
L'année suivante, elle joue dans le polar Traqués, avec Russell Crowe, et en 2010 dans la comédie dramatique indépendante Everything Must Go, écrite et réalisée par Dan Rush, avec Will Ferrell en tête d'affiche. La même année, elle tient le petit rôle de la directrice de l'école dans la comédie potache Mon beau-père et nous, de Paul Weitz.

#### Retour au premier plan (années 2010)

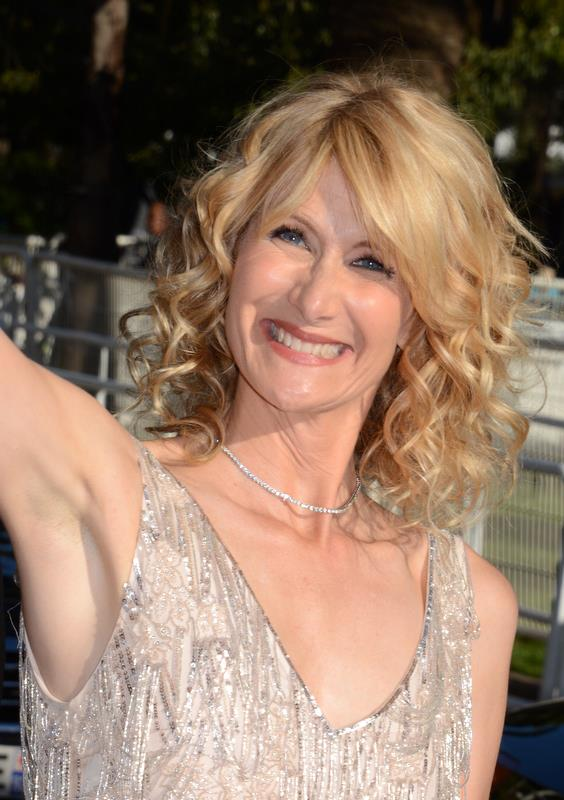
L'actrice au festival de Cannes 2013.

La décennie suivante est marquée par un retour progressif au premier plan. Elle tient le premier rôle d'une série télévisée lancée en 2011, Enlightened, créée par Mike White. Les audiences sont cependant très faibles et la fiction s'arrête en 2013 au bout de deux saisons et seulement 18 épisodes.
En 2012, elle tient un second rôle dans l'ambitieux thriller psychologique The Master, le sixième long métrage de Paul Thomas Anderson.
Puis l'année 2014 la voit enchaîner les projets exposés médiatiquement : tout d'abord, elle joue la mère de l'héroïne du mélodrame adolescent à succès Nos étoiles contraires, de Josh Boone. Elle donne aussi la réplique à Reese Witherspoon, tête d'affiche du drame Wild, de Jean-Marc Vallée. Enfin, elle joue la mère du héros interprété par Andrew Garfield dans le thriller indépendant 99 Homes, écrit et réalisé par Ramin Bahrani.
En 2015, elle joue dans le drame Dancing Heart, de Daniel Duran, aux côtés de Josh Duhamel et Maria Bello, et apparaît dans un épisode de la série comique  The Mindy Project.
L'année 2016 lui permet d'évoluer dans deux drames historique : le biopic Le Fondateur, de John Lee Hancock, avec Michael Keaton dans le rôle-titre. Puis elle est la tête d'affiche de Certaines femmes, de Kelly Reichardt. Elle y est entourée de Kristen Stewart et Michelle Williams.

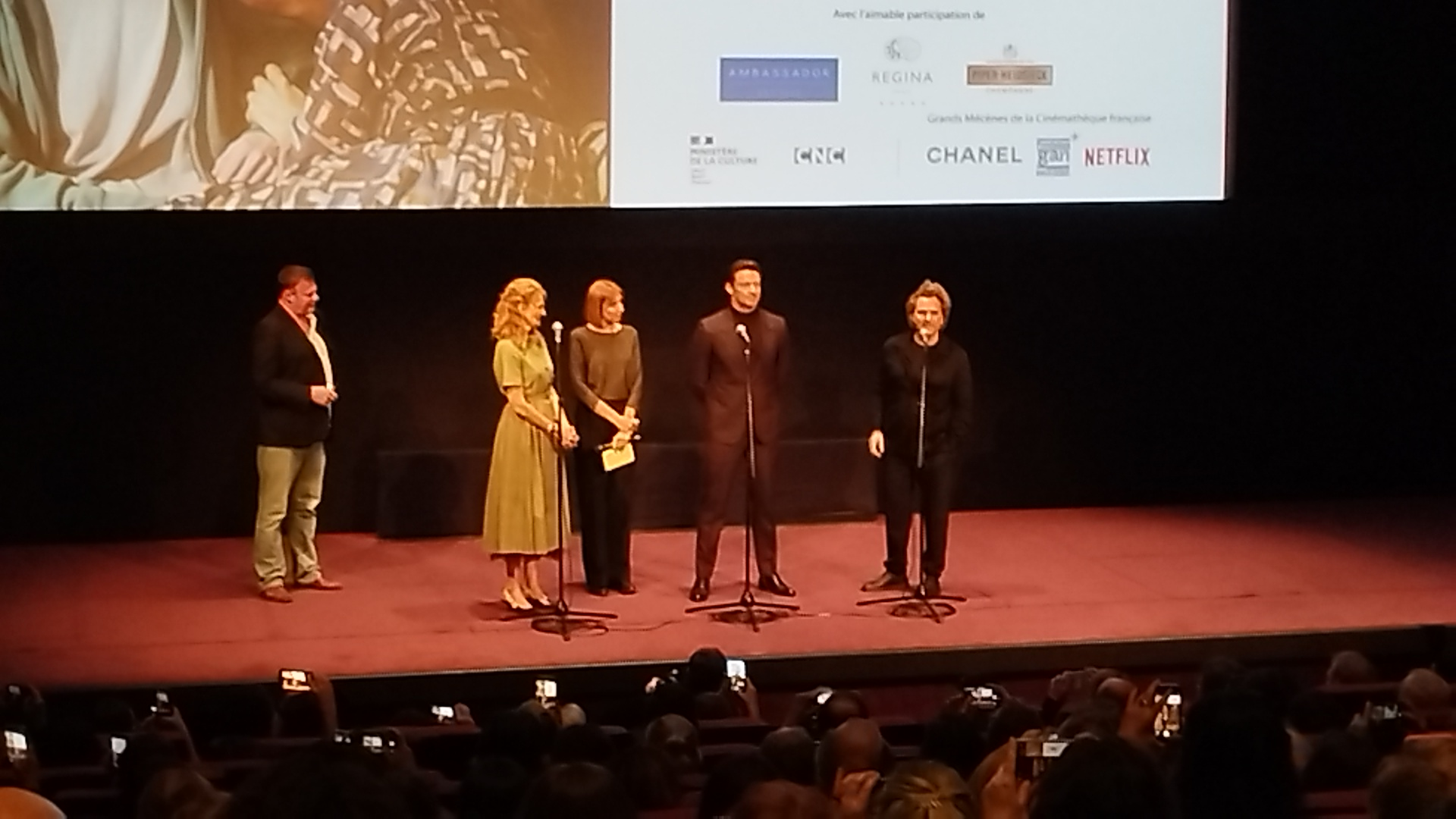
Laura Dern, Hugh Jackman et Florian Zeller lors de l'avant-première de The Son à la Cinémathèque française en février 2023.

L'année 2017 est riche : elle tient des seconds rôles dans le drame indépendant Wilson, de Craig Johnson, avec Woody Harrelson dans le rôle-titre, et dans le blockbuster Star Wars, épisode VIII : Les Derniers Jedi, écrit et réalisé par Rian Johnson. Côté télévision, elle est dans la distribution de deux séries attendues : la série dramatique Big Little Lies, avec Nicole Kidman et Reese Witherspoon et la troisième saison de Twin Peaks, qui marque ses retrouvailles avec  David Lynch.
Au début de 2018, elle est la tête d'affiche du drame indépendant The Tale, écrit et réalisé par Jennifer Fox. La même année, elle retrouve Kristen Stewart pour le biopic JT LeRoy, écrit et réalisé par Justin Kelly, où elle prête ses traits à Laura Albert. En 2019, elle côtoie Scarlett Johansson et Adam Driver pour le nouveau film de Noah Baumbach, Marriage Story, où elle joue une avocate spécialisée dans les divorces. Elle gagne pour ce rôle l'Oscar de la meilleure actrice dans un second rôle. Elle incarne Marmee March dans l'adaptation Les Filles du docteur March de Greta Gerwig.
En 2022, elle rejoint la distribution de The Son, le deuxième film de Florian Zeller.

### Vie privée

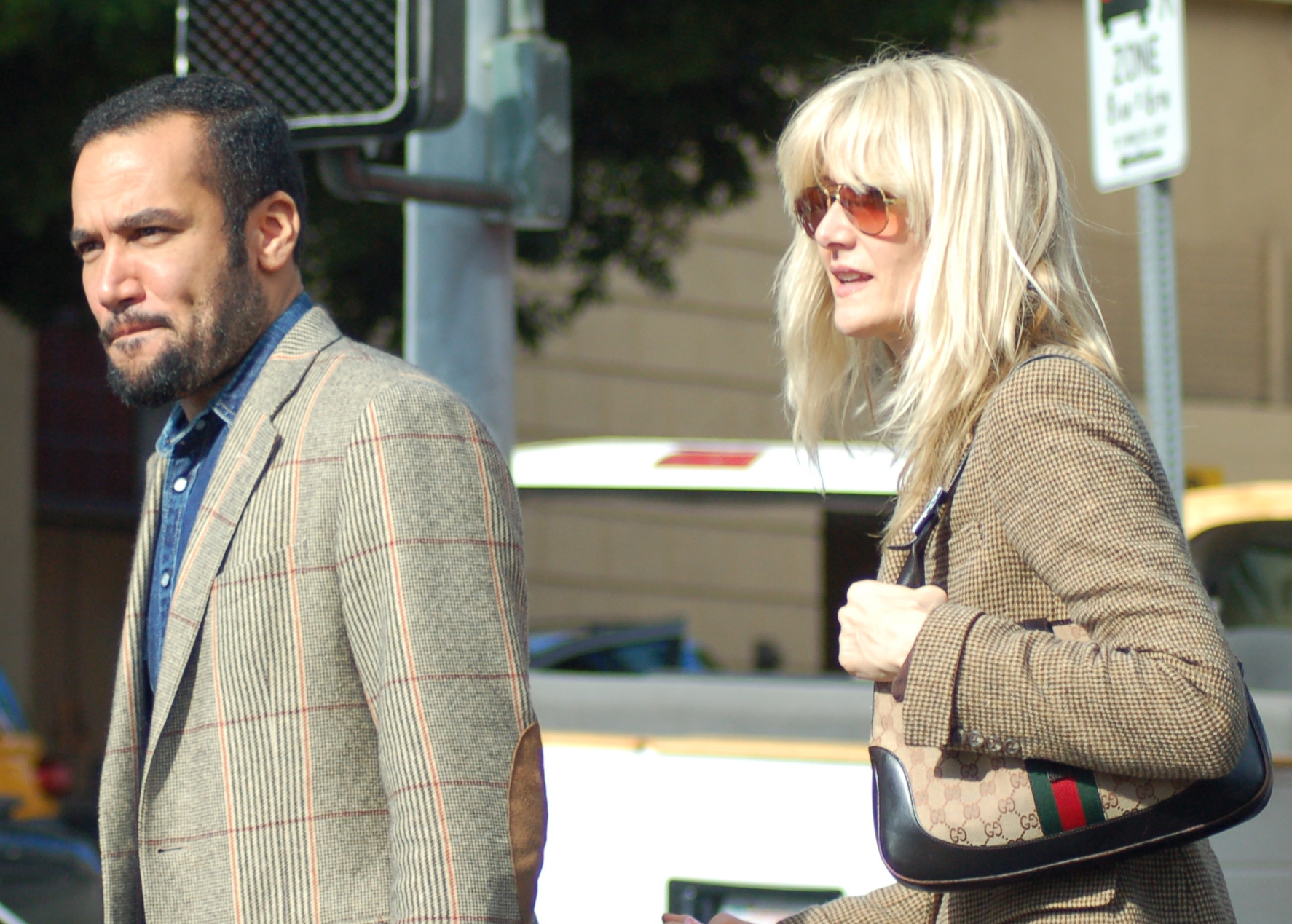
L'actrice en décembre 2009, avec son ex-mari Ben Harper.

Laura Dern a eu des liaisons avec les acteurs Kyle MacLachlan, Nicolas Cage et Jeff Goldblum mais également le réalisateur Renny Harlin. Au début des années 2000, elle partage la vie de l'acteur et réalisateur Billy Bob Thornton, qui la quitte pour Angelina Jolie.
Elle épouse le 23 décembre 2005 le chanteur Ben Harper, avec qui elle a deux enfants, Ellery Walker, né en 2001, et Jaya, née en 2004. Le 10 octobre 2010, le site TMZ annonce leur divorce.
En 2017, Laura Dern fréquente l'ancien joueur de NBA, Baron Davis,,.

## Filmographie

### Cinéma

#### Années 1970
- 1974 : Alice n'est plus ici (Alice Doesn't Live Here Anymore) de Martin Scorsese : une petite fille qui mange une glace (figuration)

#### Années 1980
- 1980 : Ça plane les filles (Foxes) d'Adrian Lyne : Debbie
- 1981 : Ladies and Gentlemen, The Fabulous Stains de Lou Adler : Jessica McNeil
- 1984 : Ras les profs ! (Teachers) d'Arthur Hiller : Diane Warren
- 1985 : Mask de Peter Bogdanovich : Diana Adams
- 1985 : Smooth Talk de Joyce Chopra : Connie
- 1986 : Blue Velvet de David Lynch : Sandy Williams
- 1988 : Un été en enfer de Ivan Passer : Claire Clairmont
- 1989 : Les Maîtres de l'ombre (Fat Man and Little Boy), de Roland Joffé : Kathleen Robinson

#### Années 1990
- 1990 : Sailor et Lula (Wild at Heart), de David Lynch : Lula Pace
- 1991 : Rambling Rose, de Martha Coolidge : Rose
- 1993 : Jurassic Park, de Steven Spielberg : Dr Ellie Sattler
- 1993 : Un monde parfait (A Perfect World), de Clint Eastwood : Sally Gerber
- 1996 : Citizen Ruth, d'Alexander Payne : Ruth Stoops
- 1996 : Bastard Out of Carolina de Angelica Huston : Narratrice (voix)
- 1999 : Ciel d'octobre (October Sky) de Joe Johnston : Miss Frieda Riley

#### Années 2000
- 2000 : Docteur T et les femmes (Dr T and the Women) de Robert Altman : Peggy
- 2001 : Daddy and Them de Billy Bob Thornton : Ruby Montgomery
- 2001 : Jurassic Park 3 de Joe Johnston : Dr Ellie Sattler
- 2001 : Novocaïne, de David Atkins : Jean Noble
- 2001 : Focus de Neal Slavin : Gertrude Hart
- 2001 : Sam, je suis Sam (I Am Sam), de Jessie Nelson : Randy Carpenter
- 2004 : We Don't Live Here Anymore, de John Curran : Terry Linden
- 2005 : Happy Endings de Don Roos : Pam Ferris
- 2005 : The Prize Winner of Defiance, Ohio de Jane Anderson : Dortha Schaefer
- 2006 : Inland Empire de David Lynch : Nikki Grace / Susan Blue
- 2006 : Cœurs perdus de Todd Robinson : Rene
- 2007 : Year of the Dog de Mike White : Bret
- 2009 : Traqués (Tenderness) de John Polson : Tante Teresa

#### Années 2010
- 2010 : Mon beau-père et nous (Little Fockers) de Paul Weitz : La directrice de l'école
- 2010 : Everything Must Go de Dan Rush : Delilah
- 2012 : The Master de Paul Thomas Anderson : Helen Sullivan
- 2014 : Nos étoiles contraires (The Fault in Our Stars), de Josh Boone : Frannie
- 2014 : When the Game Stands Tall de Thomas Carter
- 2014 : Wild de Jean-Marc Vallée : Bobbi
- 2015 : Dancing Heart (Bravetown) de Daniel Duran : Annie
- 2016 : 99 Homes de Ramin Bahrani : Lynn Nash
- 2016 : Le Fondateur (The Founder) de John Lee Hancock : Ethel Fleming
- 2017 : Certaines femmes (Certain Women) de Kelly Reichardt : Laura Wells
- 2017 : Wilson de Craig Johnson : Pippi
- 2017 : Star Wars, épisode VIII : Les Derniers Jedi (Star Wars : The Last Jedi) de Rian Johnson : Vice Amiral Holdo
- 2017 : Downsizing d'Alexander Payne : Laura Lonowski (caméo)
- 2018 : Le Passé recomposé (The Tale) de Jennifer Fox : Jennifer
- 2018 : J.T. LeRoy de Justin Kelly : Laura Albert
- 2018 : L'Épreuve du feu (Trial by Fire) d'Edward Zwick : Elizabeth Gilbert
- 2019 : Sang froid (Cold Pursuit) de Hans Petter Moland
- 2019 : Les Filles du docteur March (Little Women) de Greta Gerwig : Marmee March
- 2019 : Marriage Story de Noah Baumbach : Nora Fanshaw

#### Années 2020
- 2020 : Grizzly II: The Predator (en) de André  Szots
- 2022 : Jurassic World : Le Monde d'après (Jurassic World: Dominion) de Colin Trevorrow : Dr Ellie Sattler
- 2022 : The Son de Florian Zeller : Kate Miller
- 2024 : Lonely Planet : Katherine Loewe
- 2025 : Ozi, la voix de la forêt de Tim Harper : Seema (voix)
- 2025 : Is This Thing On? de Bradley Cooper : Tess

### Télévision

#### Séries télévisées
- 1989 : Nightmare Classics : Rebecca
- 1993 : Fallen Angels : Annie Ainsley
- 1995 : Frasier : June
- 1997 : Ellen : Susan
- 2002 : À la Maison Blanche (The West Wing) : Laureate Tabatha Fortis
- 2002 - 2003 : Les Rois du Texas (King of the Hill) : Serving Wench / Katherine (voix)
- 2011 : Enlightened : Amy Jellicoe
- 2014 : Kroll Show : Cleo
- 2014 : Drunk History : Nellie Bly
- 2015 : The Mindy Project : Dr Ludmilla Trapezikov
- 2015 : F Is for Family : Sue Murphy
- 2017 – 2019 : Big Little Lies : Renata Klein
- 2017 : Twin Peaks (saison 3) de David Lynch : Diane Evans
- 2024 : Palm Royale : Linda

#### Téléfilms
- 1983 : Happy Endings de Jerry Thorpe : Audrey Constantine
- 1984 : The Three Wishes of Billy Grier de Corey Blechman : Crissy
- 1989 : The Strange Case of Dr. Jekyll and Mr. Hyde de Michael Lindsay-Hogg : Rebecca
- 1990 : Industrial Symphony No. 1: The Dream of the Broken Hearted : Femme au cœur brisé
- 1992 : Le Triomphe de la vérité (Afterburn) de Robert Markowitz : Janet Harduvel
- 1995 : Down Came a Blackbird de Jonathan Sanger (en) : Helen McNulty
- 1996 : The Siege at Ruby Ridge de Roger Young : Vicki Weaver
- 1998 : The Baby Dance de Jane Anderson : Wanda LeFauve
- 1999 : A Season for Miracles de Michael Pressman : Berry Thompson
- 2001 : La Dernière Chance (Within These Walls) de Mike Robe : Sœur Pauline Quinn
- 2002 : Le Prix de la santé (Damaged Care) d'Harry Winer : Linda Peeno
- 2008 : Recomptage (Recount) de Jay Roach : Katherine Harris

Clips Vidéos
2022: Bejeweled de Taylor Swift : La marâtre 

### Jeux vidéo
- 2015 : Lego Jurassic World : Dr Ellie Sattler

### Productrice
- 1995 : Down Came a Blackbird
- 2002 : Damaged Care
- 2011 : Enlightened

### Scénariste
- 2011 : Enlightened (création de la série et scénario de plusieurs épisodes)

## Distinctions

### Récompenses
- Golden Globes 1993 : Meilleure actrice dans une mini-série ou un téléfilm pour Le Triomphe de la vérité
- Golden Globes 2009 : Meilleure actrice dans un second rôle dans une série, une mini-série ou un téléfilm pour Recount
- Golden Globes 2012 : Meilleure actrice dans une série musicale ou comique pour Enlightened
- Festival du cinéma américain de Deauville 2017 : Hommage pour l'ensemble de sa carrière.
- Primetime Emmy Awards 2017 : Meilleure actrice dans un second rôle dans une mini-série ou un téléfilm pour Big Little Lies
- Golden Globes 2018 : Meilleure actrice dans un second rôle dans une série, une mini-série ou un téléfilm pour Big Little Lies
- Critics' Choice Movie Awards 2018 : Meilleure actrice dans un second rôle dans un téléfilm où dans une mini-série pour Big Little Lies
- Golden Globes 2020 : Meilleure actrice dans un second rôle pour Marriage Story
- Screen Actors Guild Awards 2020 : Meilleure actrice dans un second rôle pour Marriage Story
- British Academy Film Awards 2020 : Meilleure actrice dans un second rôle pour Marriage Story
- Oscars 2020 : Meilleure actrice dans un second rôle pour Marriage Story

### Nominations
- Oscars 1992 : Meilleure actrice pour Rambling Rose
- Primetime Emmy Awards 1992 : Emmy Award de la meilleure actrice dans un téléfilm/minisérie pour Le Triomphe de la vérité
- Golden Globes 1992 : Meilleure actrice pour Rambling Rose
- Primetime Emmy Awards 1994 : Meilleure actrice invitée dans une série télévisée dramatique pour Fallen Angels
- Saturn Awards 1994 : Meilleure actrice pour Jurassic Park
- Primetime Emmy Awards 1997 : Meilleure actrice invitée dans une série télévisée comique pour Ellen
- Primetime Emmy Awards 2008 : Meilleure actrice dans un second rôle dans une mini-série ou un téléfilm pour Recount
- Primetime Emmy Awards 2013 : Meilleure actrice dans une série télévisée comique pour Enlightened
- Oscars 2015 : Meilleure actrice dans un second rôle pour Wild

## Voix francophones
En France, Rafaèle Moutier est la voix française régulière de Laura Dern. Martine Irzenski l'a doublée à neuf reprises.
Au Québec, elle est régulièrement doublée par Anne Bédard.

### Presse
- Pierre Langlais, « Laura Dern illumine “Enlightened” », Télérama, 11 octobre 2011